# Empogona talboltii
Empogona talboltii är en måreväxtart som först beskrevs av Herbert Fuller Wernham, och fick sitt nu gällande namn av James Tosh och Elmar Robbrecht. Empogona talboltii ingår i släktet Empogona och familjen måreväxter. IUCN kategoriserar arten globalt som sårbar. Inga underarter finns listade i Catalogue of Life.